# Oksana Bilozir
Oksana Bilozir (ukrainien Оксана Володимирівна Білозір) est une femme politique ukrainienne.

## Biographie
Née Rozumkevich le 30 mai 1957 à Smyha. Elle fut étudiante au Académie nationale musicale Lyssenko de Lviv et à l'Académie de diplomatie d'Ukraine. Elle fut musicienne dans Vatra, un groupe fondé avec son premier mari, Ihor Bilozir. Puis dans Oksana, elle réalisait quinze albums, dix musiques de films,. Elle a chanté avec Viktor Morozov et Gennady Tarachenko.

### Carrière politique
Elle fut trois fois députée à la Rada, en 2002 et 2006 sous l'étiquette Bloc Notre Ukraine puis en 2007 avec Bloc Notre Ukraine.
Artiste du peuple, députée et ministre de la culture et du tourisme du Gouvernement Tymochenko I.
Elle est aussi présidente de l'O.N.G Ukrainian mutula aid depuis 2003, présidente de l'association pan-ukrainienne des femmes députées et vice présidente de la Commission nationale des ukrainiens de l'étranger depuis 2006.